# عصير برتقال
عصير البرتقال وهو ما ينتج من عصير عند عصر البرتقال. يعد عصير البرتقال مصدراً ممتازاً للفيتامين سي (حمض الأسكوربيك). كما أنه غني بالبوتاسيوم وحمض الفوليك الذي ينصح به للحوامل.

## التاريخ

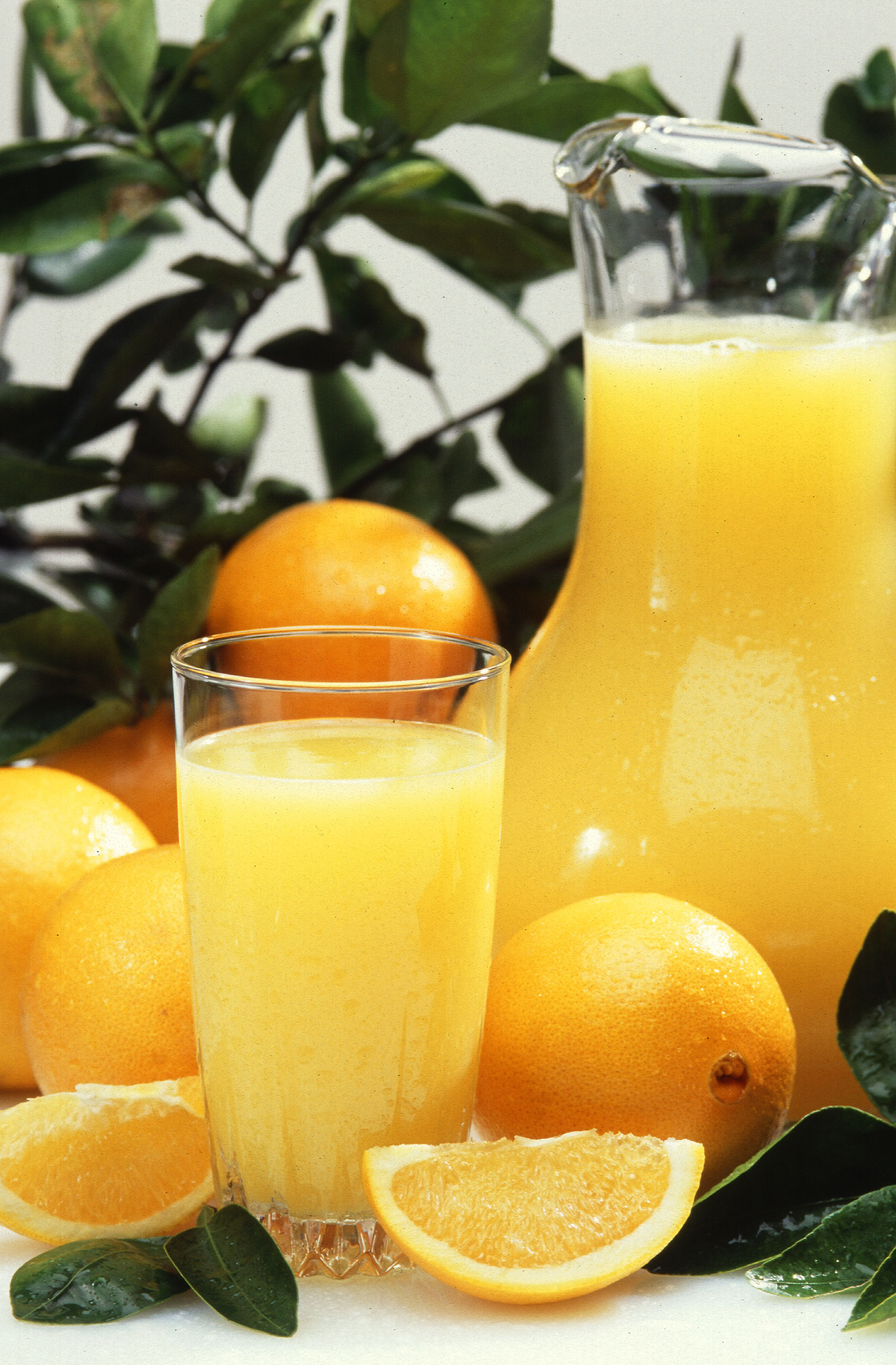
عصير البرتقال

خلال الحرب العالمية الثانية، رفض الجنود الأمريكيون بلورات الليمون المعبأة بفيتامين سي بسبب مذاقها الذي يفتقر للشهية. وهكذا بحثت الحكومة عن غذاء يلبي الاحتياجات الغذائية للجنود، وله طعم مرغوب فيه، ويمنع الأمراض مثل الاسقربوط. عملت الحكومة الفيدرالية وإدارة فلوريدا للحمضيات مع مجموعة من العلماء لتطوير منتج أفضل من عصير البرتقال المعلب المتوفر في الأربعينيات.وكانت النتيجة عصير برتقال مركز مجمّد. لسوء الحظ، لم يكن هذا إلا بعد ثلاث سنوات من انتهاء الحرب.
بحلول عام 1949، كانت مصانع معالجة عصير البرتقال في فلوريدا تنتج أكثر من 10 ملايين جالون من عصير البرتقال المركز. كان المستهلكون يحبون عصير البرتقال المركز لأنه كان ميسور التكلفة، ولذيذ، ومريح، ويحتوي على نسبة عالية من فيتامين سي. كان التحضير بسيطًا: أفرغ وعاء المركز المجمد في حجم مُقاس من الماء وحركه. ومع ذلك، بحلول الثمانينيات من القرن الماضي، طور علماء الأغذية عصيرًا طازجًا يُعرف باسم العصير الجاهز للتقديم المعاد تكوينه. في نهاية المطاف في التسعينيات، تم تطوير عصير البرتقال «ليس من المركز» (NFC).  عصير البرتقال هو مشروب إفطار شائع في الولايات المتحدة.
نظرًا لأهمية البرتقال في اقتصاد ولاية فلوريدا، فقد تم اعتماد «العصير الذي يتم الحصول عليه من البرتقال الناضج من نوع سيتروس سينينسيس وهجنه» باعتباره المشروب الرسمي لفلوريدا في عام 1967.

### الإنتاج العالمي للبرتقال

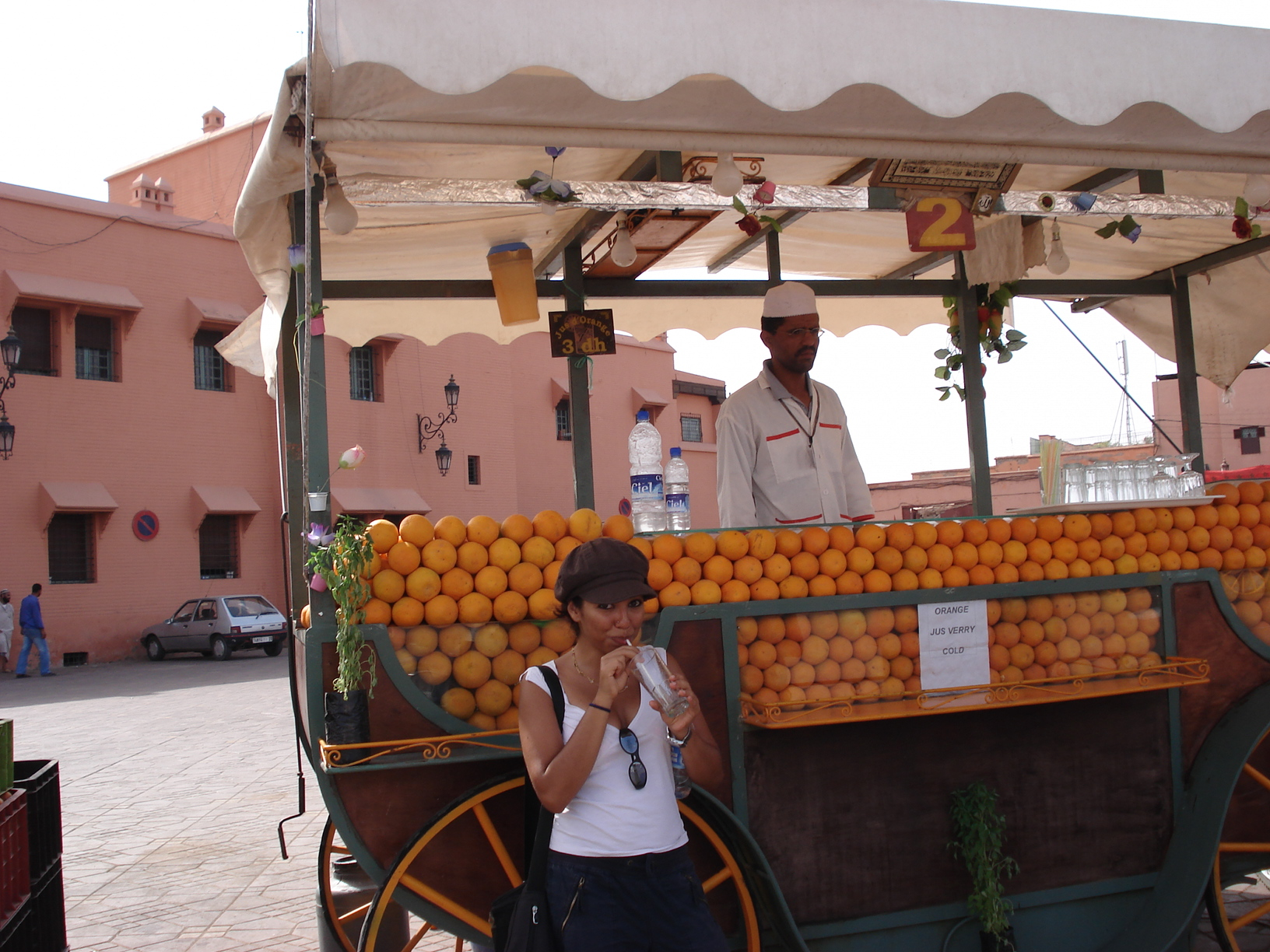
يعصر البرتقال أمام المشتري في مراكش.

كان الإنتاج العالمي للبرتقال سنة 2000 يقدر بـ 60 مليون طن، منها 18 ميلون أنتجت في البرازيل وحدها، تتبعها فلوريدا بـ 11 ميلون طن، والحوض المتوسط بـ 10 ملايين طن.

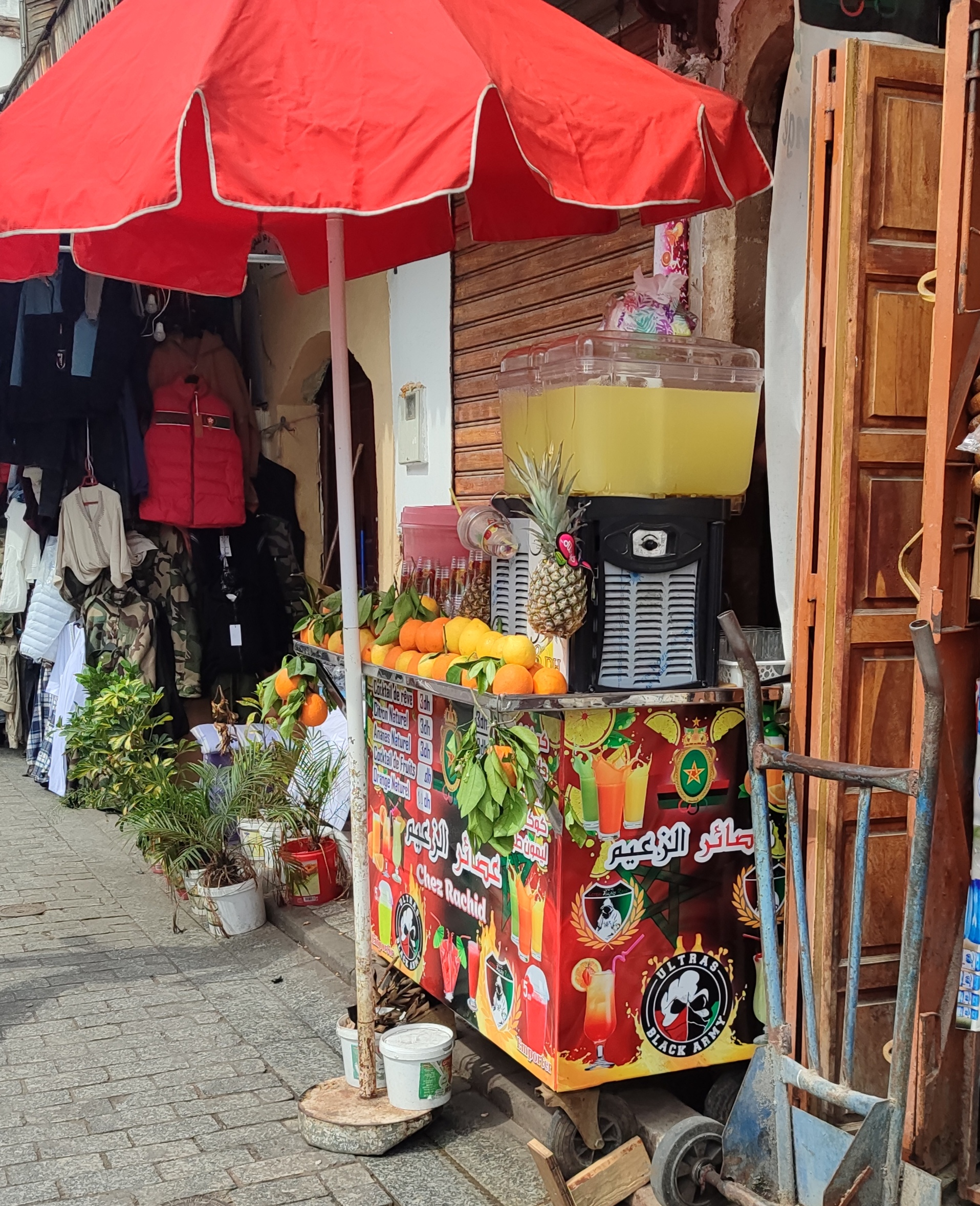
بائع عصير الليمون متجول بمدينة الرباط

## تحضير العصير
عصير الفاكهة Fruit Juices
يحضر عصير الفاكهة عادة مباشرة من الفاكهة بالوسائل الميكانيكية وكذلك من مركزات العصير بالتخفيف بالماء. يبلغ محتوى المادة الصلبة عادة نحو 5-20%. تستهلك العصائر كما هي، أو تستخدم كمنتجات متوسطة، مثلا، في إنتاج الشرابات والهلامات وشراب الليمون بعصير الفاكهة أو ملبسات الفاكهة. يخضع إنتاج عصير الفاكهة في أغلب البلدان إلى أحكام القانون. يحلى عصير الفاكهة المحضر من الحمضيات عادة بإضافة السكروز، أو الغلوكوز، أو الفركتوز. وتعطي إضافة السكر ثم التخفيف بالماء شرابات الفاكهة استقر الاستهلاك الفردي من الشرابات وعصير الفاكهة، في ألمانيا، منذ 1990، عند 40 لیترا.
يتضمن إنتاج عصير الفواكه الخطوات التالية: تحضير الفاكهة والاستخلاص والمعالجة وحفظ العصير.
تحضير الفاكهة Preparation of the Fruit يشتمل تحضير الفاكهة على الغسل والشطف والتشذيب، أي استبعاد الفواكه الفجة والرديئة، ثم تنزع النوى والبذور وسوقها وأعوادها وأقماعها. ينجز تفتيت الفاكهة ميكانيكيا في مطاحن أو حراريا بالتسخين (يحدث التشطر الحراري عند 980 م) أو بالتجميد (إلى مادون -95 م). يمكن زيادة المردود بنسبة تصل إلى 90% بتدرك البكتين إنزيمية («تخمر الهريسة»، لاسيما الفواكه ذات النوى، أو باللجوء إلى إجراءات مثل الأمواج فوق الصوتية أو إنشاء المسامات كهربائية. تقوم الطريقة الأخيرة على إخضاع المادة النيئة إلى تفتيت أولي، ماتلبث بعدها الخلايا أن تفتح بوساطة النبضات الكهربائية من حقول عالية الشدة، مثلا 2-5 كيلو فولط / سم.
استخلاص العصير Juice Extraction
ينجز استخلاص العصير بعمليات مستمرة أو غير مستمرة أو عملیات کالترشيح أو الاستخلاص تحت الفراغ. يهضم نسيج الفاكهة قبل عصرها بالإنزيمات المحللة للسيللوز أو المحللة للبكتين في الدرجة 250 م كل ذلك يؤدي إلى زيادة المردود. وهكذا يمكن بهذه الطريقة تحويل الفاكهة، لاسيما ذات القوام الطري، مباشرة إلى عصير قابل للشرب دون إضافة الماء المخطط: تحضير - غسيل - هرس - معالجة بالإنزيم - ترشيح - تعقيم - تعبئة.
معالجة العصير Juice Treatment
تشتمل خطوة معالجة العصير على التنقية والتصفية، أي إزالة العكر والتثبيت لمنع مزيد من العكر. تشتمل الخطوة السالفة عادة على المعالجة بالإنزيمات، المحللة للبكتين بشكل خاص، وعند الضرورة نزع النشاء والبولي فينول (عديدات الفينول) باستخدام الهلام لوحده أو مصحوبا بحمض السيليسك الغروي أو التانين، أو البولي فينيل البيرولیدون. تزال أخيرا البروتينات بالامتزاز على البيلون (البنتونایت). تنجز تصفية العصير بالترشيح عبر صحائف مسامية أو عبر طبقات من السيللوز أو من الأسبستوس. وبما أن إنتاج العصير يعطي عصير مشبعة جدا بمركبات شديدة الحساسية تجاه أكسجين الهواء كان لابد من استبعاد الهواء، ويتحقق ذلك بخطوة تفریغ أو بقرقرة العصير بغاز خامل كيميائية، مثل غاز Na أو غاز CO2. تنتج عصائر الفواكه (باستثناء عصير الحمضيات) بشکل سوائل شفافة، مصفاة، بالرغم من وجود بعض أنواع العصير العكرة، لذا كان لابد من اتخاذ الترتيبات اللازمة لانتاج عصير بمعلقات عكر ثابتة، ويتحقق ذلك مع عصير الفاكهة ذات النوى، بمعالجة قصيرة مستحضرات بولي غالاکتوروناز التي تمتلك نشاط استراز بكتين منخفضة وهي التي تتدرك فيما بعد جزئيا وبالتالي تثبت المكونات اللازمة للعكر. أما عصير الحمضيات (الليمون والبرتقال والجريب فروت) فيعالج حرارية التعطيل استراز البكتين الداخلية المنشأ، والتي لولا ذلك، كانت ستعطي حمض البكتيك الذي يمكنه التكدس والتندف بوجود أيونات +2Ca. لكن نظرا لأن المعالجة الحرارية تخرب رائحة الفاكهة، لذلك يفضل استخدام بولي غالاکتوروناز. يسبب هذا الإنزيم تدرك حمض البكتيك إلى حد يتوقف عنده التندف بوجود الكاتيونات الثنائية التكافؤ.
الحفظ Preservation
وأخيرا تشتمل خطوة حفظ عصير الفاكهة البسترة والحفظ بالتجميد والخزن تحت جو خامل، أو التركيز والتجفيف. تقتل البسترة الجرثومي وتعطل الإنزيمات لاسيما أو كسیداز الفينول. وبما أن زمن تسخين مطول هو عامل حاسم في الجودة، لذا تفضل المعالجة الحرارية قصيرة الأمد العالية درجة الحرارة، باستخدام المبادلات الحرارية ذات الصفائح العصير الصافي 85-92 ° م، 10-15 ثوان؛ روبة الفاكهة حتی 105 م وحتى 30 ثانية) متبوعا بتبريد سريع. يحفظ العصير في خزانات عقيمة. وقد تؤدي عمليات التعبئة للتسويق إلى عودة الاحتشاء (أو الخمج) لذلك ثمة حاجة إلى عملية بسترة ثانية، ويتحقق ذلك بتعبئة العصير المسخن في أوعية مسبقة التسخين، أو تسخين الأوعية المملوءة والمختومة في غرف أو أنفاق مبسترة. يتضمن الحفظ بالتجميد عادة تحويل العصير أو مركز العصير إلى روبة مثلجة (عند 2.5 م إلى 6.5 ° م)، ثم التعبئة والتبريد إلى درجة حرارة التخزين في مكان التسويق. يبقى المنتج مستقرة مدة 5-10 أشهر في بحال من درجات الحرارة -18 ° م إلى -23 ° م أما التخزين في جو خامل فيستند إلى حقيقة أن العصير المرشح والمعقم ثابت میکروبیولوجيا في درجات حرارة أدنی من 10 م وفي جو يحتوي ما يزيد على 14.6 غ من CO2 / ليتر. وكي يتحقق هذا التركيز من CO2 ينبغي أن تكون الحاوية المليئة تحت ضغط يساوي 0.59 ميغا باسكال في 10 ° م أو يساوي 0.47 ميغاباسكال في 25 م.
يسكب عصير الفاكهة عند اعداده للبيع في أوعية متنوعة، مثل أوعية من الزجاج، أو أواني بلاستيكية من البولي ايثيلين أو علب من الألمنيوم أو علب من كرتون مبطن بالألمنيوم.
المنتجات الجانبية Side Products
يدعي ما يخلفه إنتاج عصير الفاكهة ب الثفل Pomace. يستخدم ثفل الفواكه الحمضية والتفاح في استرداد البكتين. وتستخدم مخلفات الفواكه الأخرى علف للحيوانات أو كسماد عضوي أو تحرق.
مركزات (مكثفات) عصير الفاكهة Fruit Juice Concentrates
تعد مركزات عصير الفاكهة أكثر ثباتا كيميائية وجرثومية من عصير الفواكه، ولكن تخزينها ونقلها أقل تكلفة. يساوي المحتوى الصلب المادة الحافة) في المركزات 60-75%. وفضلا عن المركزات تنتج أصناف وسطية، أقل ثبات وبنسبة المادة الجافة% 36-48، تبستر هذه الأصناف من أنصاف المركزات في 287 م. ينجز ترکیز عصير الفاكهة بالتبخير أو بالتجميد أو بعملية تشتمل على الترشيح تحت الضغط العالي. في البداية يتدرك البكتين لتحاشي اللزوجة العالية وتوضع الهلامة (من الخواص غير المرغوب بها).

## التغذية

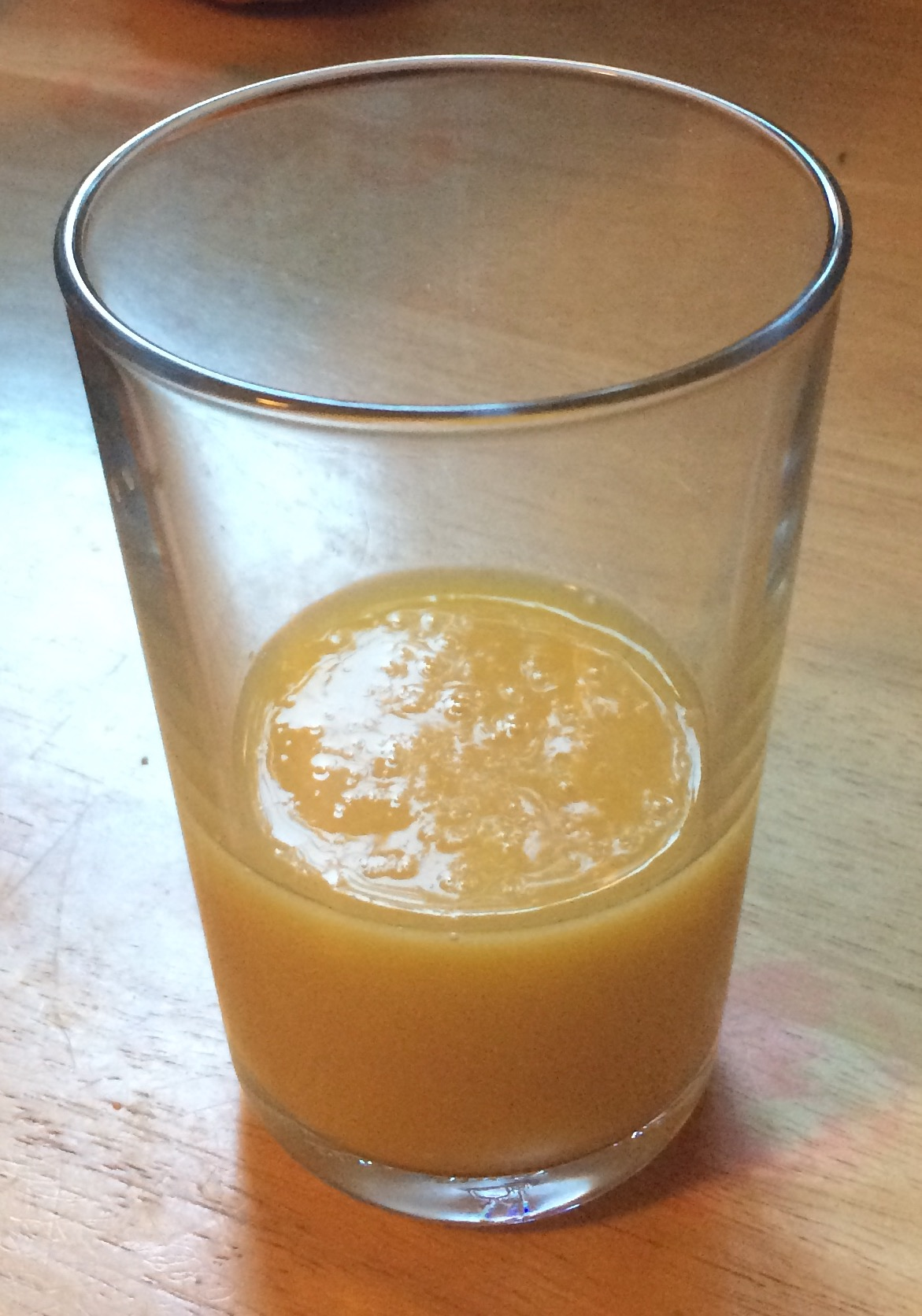
كوب من عصير البرتقال مع اللب

كوب من عصير البرتقال الطازج الخام ، يصل إلى 248 جرامًا أو 8 أونصات ، يحتوي على 124 مجم من فيتامين سي (> 100٪ أر دي أي).  يحتوي على 20.8 جرام من السكريات و 112 سعرة حرارية وحوالي 26 جرامًا من الكربوهيدرات. فإنه يوفر أيضا البوتاسيوم، الثيامين ، وحمض الفولات .
تحتوي عصائر الحمضيات على مركبات الفلافونويد (خاصة في اللب) التي قد يكون لها فوائد صحية.عصير البرتقال هو أيضا مصدر لمضادات الأكسدة هسبريدين . بسبب محتواه من حامض الستريك، يعتبر عصير البرتقال حامضيًا ، مع درجة حموضة نموذجية تبلغ حوالي 3.5.

## أنواع عصائر البرتقال

### عصير برتقال مركز مثلج
عصير البرتقال المعصور التجاري مبستر وفلتر قبل أن يتبخر في الفراغ والحرارة. بعد إزالة معظم الماء ، يتم تخزين هذا المركز ، حوالي 65٪ من السكر بالوزن ، عند حوالي 10 درجة فهرنهايت (-12 درجة مئوية). يمكن إضافة الجواهر وفيتامين سي والزيوت المستخلصة أثناء عملية التركيز بالفراغ لاستعادة النكهة والتغذية.
عند إضافة الماء إلى عصير البرتقال المركز المذاب حديثًا ، يُقال أنه قد أعيد تكوينه .
تم تطوير المنتج في عام 1948 في مركز أبحاث وتعليم الحمضيات بجامعة فلوريدا. منذ ذلك الحين ، ظهرت كسلعة ناعمة ، وتم تداول العقود الآجلة في نيويورك منذ عام 1966. تم تقديم خيارات أف سي أو جي في عام 1985. من أواخر الخمسينيات إلى منتصف الثمانينيات ، كان للمنتج أكبر حصة في سوق عصير البرتقال ، ولكن تجاوزت العصائر غير المركزة أف سي أو جي في الثمانينيات.

### ليس من التركيز
عصير البرتقال المبستر ثم بيعه للمستهلكين دون أن يكون مركّزًا يوصف بأنه «ليس من المركز». تمامًا كما هو الحال مع المعالجة «من المركز»، فإن معظم عمليات المعالجة «غير المركزة» تقلل النكهة الطبيعية للعصير. يستخدم أكبر منتجي «غير المركز» عملية إنتاج حيث يتم وضع العصير في مخزن معقم ، مع تجريد الأكسجين منه ، لمدة تصل إلى عام.
تؤدي إزالة الأكسجين أيضًا إلى إزالة المركبات التي توفر النكهة ، وبالتالي يضيف المصنعون حزمة نكهة في الخطوة النهائية ، والتي تصفها مجلة المصور كوك بأنها تحتوي على «إضافات عالية الهندسة». تختلف صيغ عبوات النكهات حسب المنطقة ، لأن المستهلكين في أجزاء مختلفة من العالم لديهم تفضيلات مختلفة تتعلق بالحلاوة والنضارة والحموضة.  وفقًا لصناعة الحمضيات ، لا تطلب إدارة الغذاء والدواء تفاصيل محتويات عبوات النكهات على عبوات المنتج.
أحد المكونات الشائعة في عبوات النكهات هو إيثيل بوتيرات ، وهي رائحة طبيعية يربطها الناس بالانتعاش ، والتي يتم إزالتها من العصير أثناء البسترة والتخزين. أرسل الطهاة المصورون عينات العصير إلى مختبرات مستقلة ، ووجدوا أنه بينما يحتوي العصير الطازج بشكل طبيعي على حوالي 1.19 ملليغرام من إيثيل بوتيرات لكل لتر ، فإن العصير الذي تمت معالجته تجاريًا كان يحتوي على مستويات تصل إلى 8.53 ملليغرام لكل لتر.

### عصير برتقال معلب
يتم تعليب جزء صغير من عصير البرتقال الطازج . يحتفظ عصير البرتقال المعلب بفيتامين سي أفضل بكثير من العصير المعبأ.  المنتج المعلب يفقد نكهته ، ومع ذلك ، عند تخزينه في درجة حرارة الغرفة لأكثر من 12 أسبوعًا.  في السنوات الأولى لعصير البرتقال المعلب ، تسببت حموضة العصير في الحصول على طعم معدني. في عام 1931، طور الدكتور فيليب فيليبس عملية بسترة سريعة أدت إلى القضاء على هذه المشكلة وزادت بشكل كبير من سوق عصير البرتقال المعلب.

### عصير معصور طازجًا غير مبستر
العصير الطازج غير المبستر هو الأقرب لاستهلاك البرتقال نفسه. يتكون هذا الإصدار من العصير من البرتقال الذي يتم عصره ثم تعبئته في زجاجات دون إدخال أي إضافات أو عبوات نكهة. العصير لا يخضع للبسترة . اعتمادًا على درجة حرارة التخزين ، يمكن أن تتراوح مدة صلاحية عصير البرتقال الطازج غير المبستر من 5 إلى 23 يومًا.

### ماركات عصير البرتقال الرئيسية
في الولايات المتحدة ، العلامة التجارية الرئيسية لعصير البرتقال هي منتجات تروبيكانا (المملوكة لشركة بيبسي سي أو .إي أن سي)، والتي تمتلك ما يقرب من 65٪ من حصة السوق. تروبيكانا لها حضور كبير في أمريكا اللاتينية وأوروبا وآسيا الوسطى. تشمل المنتجات المنافسة مينوت مايد (من شركة كوكا-كولا) وفلوريدا ناتورال (وهي تعاونية زراعية في فلوريدا تميز نفسها عن المنافسة من خلال امتلاكها محليًا واستخدام البرتقال المزروع في فلوريدا فقط ؛ تستخدم تروبيكانا وسيمبلي أورنج مزيجًا من الأسهم المحلية والأجنبية).
في أستراليا ، تعتبر دايلي جوس (المملوكة من قبل ناتورال فود) علامة تجارية رئيسية لعصير البرتقال الطازج جزئيًا والمحفوظ جزئيًا  .
في المملكة المتحدة ، تشمل العلامات التجارية الرئيسية لعصير البرتقال ديل مونت وبرينس .

### إضافات
يضيف بعض المنتجين حامض الستريك أو حمض الأسكوربيك إلى العصير بما يتجاوز ما هو موجود بشكل طبيعي في البرتقال. يحتوي بعضها أيضًا على عناصر غذائية أخرى. في كثير من الأحيان ، يُضاف فيتامين سي الإضافي ليحل محل ما تم تدميره في البسترة. يمكن إضافة الكالسيوم الإضافي. يمكن إضافة فيتامين دي غير الموجود بشكل طبيعي في البرتقال أيضًا. في بعض الأحيان تضاف أحماض أوميغا 3 الدهنية من زيوت السمك إلى عصير البرتقال.  تتوفر أيضًا أنواع مختلفة من عصير البرتقال منخفضة الحموضة.
يستخدم منتجو أف سي أو جي بشكل عام المبخرات لإزالة الكثير من الماء من العصير من أجل تقليل وزنه وتقليل تكاليف النقل.نظرًا لأن مثل هذه العمليات تزيل مركبات الرائحة المميزة التي تمنح عصير البرتقال طعمًا طازجًا ، يقوم المنتجون لاحقًا بإعادة هذه المركبات في خليط خاص يسمى «حزمة النكهة»، من أجل تحسين المذاق وضمان تناسق الطعم على مدار العام المذاق.  المركبات الموجودة في عبوات النكهة مشتقة من قشور البرتقال.  لا يذكر المنتجون إضافة عبوات النكهة على ملصق عصير البرتقال.

### أنواع البرتقال
عصير البرتقال الشائع مصنوع من البرتقال الحلو . الأصناف المختلفة (على سبيل المثال ، فالنسيا ، هاملين) لها خصائص مختلفة ، وقد يخلط المنتج عصائر الصنف للحصول على المذاق المطلوب. عادة ما يتنوع عصير البرتقال بين درجات اللون البرتقالي والأصفر ، على الرغم من أن بعض أصناف الياقوت الأحمر أو البرتقالي الدموي تكون برتقالية محمرة أو حتى وردية. ويرجع ذلك إلى اختلاف لون البرتقال الأحمر الياقوتي.و البرتقال الدموي هو متحولة من البرتقال الحلو. والمندرين والكليمنتين واليوسفي وغالبا ما تستخدم أصناف للمشروبات عصير تألق.أصبحت العديد من العلامات التجارية لعصير البرتقال العضوي متوفرة في السوق.

## التجهيز والتصنيع

### تصنيع عصير البرتقال المركز المجمد
تبدأ معالجة البرتقال إلى عصير البرتقال المركز المجمد باختبار ثمار البرتقال للتأكد من جودتها للتأكد من أنها آمنة للعملية. ثم يتم تنظيف الثمار وغسلها جيداً ويؤخذ زيت البرتقال من قشر البرتقال. بعد ذلك ، يُستخرج العصير من البرتقال ويُفرز لإزالة البذور وقطع اللب الكبيرة. ثم يتم تسخين العصير إلى 190 إلى 200 درجة فهرنهايت لتعطيل الإنزيمات الطبيعية الموجودة في العصير. تحدث خطوة التركيز في مبخر عالي الفراغ حيث يتبخر محتوى الماء في العصير بينما تتركز مركبات سكر العصير والمواد الصلبة. المبخر الفراغي عبارة عن آلية غشاء ساقط بدرجة حرارة منخفضة ، تعمل عند درجة حرارة بين 60 و 80 درجة فهرنهايت. تعمل المبخرات بطريقة مستمرة حيث يتم إضافة العصير الطازج حيث يتم إزالة التركيز باستمرار. تزيد عملية التركيز الجزء الصلب القابل للذوبان من العصير من 12 درجة مئوية إلى 60-70 درجة بريكس.
يُحفظ العصير المركز في خزان حائط بارد ويتم تخزينه في درجة حرارة 35 درجة فهرنهايت أو أقل من ذلك لمنع التحول إلى اللون البني وتكوين نكهات غير مرغوبة. بعد ذلك ، يتم إضافة كمية صغيرة من العصير الطازج إلى العصير المركز لاستعادة النكهات الطبيعية والطازجة لعصير البرتقال التي فقدت خلال عملية التركيز. تستخدم زيوت البرتقال المعصور على البارد لاستعادة الرائحة المفقودة والنكهات المتطايرة. بعد إضافة العصير الطازج ، يتم تقليل محتوى السكر إلى 42 درجة فهرنهايت. يشار إلى العصير الطازج على أنه «مخفض» في الصناعة ويمثل 7-10٪ من إجمالي العصير. يضاف زيت قشر البرتقال أيضًا إذا كان محتوى الزيت أقل من المستوى المطلوب. ثم يتم تبريد المركز مرة أخرى في مبرد مستمر أو خزان جدار بارد إلى 20 إلى 25 درجة فهرنهايت. يتم تعليب المركز باستخدام طرق الحقن بالبخار لتعقيم الغطاء وإنشاء فراغ في العلبة. ثم تخضع العلب للتجميد النهائي حيث يتم نقلها على حزام مثقوب في انفجار هوائي عند -40 درجة فهرنهايت. بعد التجميد ، يتم تخزين المنتج عند 0 درجة فهرنهايت في مستودع مبرد.

### صنع مادة «غير مركزة»
يمكن أن يكون عصير البرتقال ذو القوة المفردة (SSOJ) إما «ليس من عصير البرتقال المركز» (NFC) أو العصير المعاد تكوينه من مركز مع إضافة الماء للوصول إلى مستوى قوة بركس واحد محدد. تبدأ معالجة أس أس أو جي أيضًا باختيار اللون البرتقالي. أكثر أنواع البرتقال شيوعًا المستخدمة لإنتاج عصير البرتقال هي الأناناس البرتقالي وبرتقال فالنسيا وبرتقال واشنطن سرة من فلوريدا وكاليفورنيا. تبدأ رحلة التصنيع عندما يتم تسليم البرتقال إلى مصانع المعالجة بواسطة شاحنات تحمل حوالي 35.000 إلى 40.000 رطل من الفاكهة. يتم تفريغ الفاكهة في المصنع للفحص والتدريج لإزالة الفاكهة غير الصالحة قبل أن يدخل البرتقال إلى صناديق التخزين. تقوم أداة أخذ العينات الأوتوماتيكية بإزالة البرتقال لتحديد المواد الحمضية والصلبة القابلة للذوبان. يتم تنظيم الصناديق على أساس نسبة المواد الصلبة الذائبة إلى الأحماض من أجل مزج البرتقال المناسب لإنتاج عصير بنكهة موحدة. بعد أن تغادر الفاكهة الصناديق ، يتم فركها بمنظف على فرشاة تنظيف دوارة ثم تشطف بعد ذلك بمياه الشرب. خلال مراحل المعالجة ، توجد عدة نقاط بها مرافق تقوم بفحص البرتقال والتخلص من الفاكهة التالفة.
ثم يمر البرتقال من خلال ناقلات أسطوانية تعرض جميع جوانب الفاكهة. تم بناء الناقلات الأسطوانية بكفاءة حيث إنها مضاءة جيدًا ومثبتة على ارتفاع وعرض مناسبين لضمان وصول جميع المفتشين إلى الفاكهة لتحديد أوجه القصور. بعض الأسباب التي قد تؤدي إلى رفض الثمار تشمل الإشارة إلى العفن والعفن والقشور الممزقة. بعد ذلك ، يتم فصل البرتقال حسب الحجم من خلال الآلات قبل استخلاص العصير. هناك عدد من الطرق المختلفة التي يستخرج بها قادة صناعة عصير البرتقال برتقالهم. تتضمن بعض الطرق الشائعة تقطيع الفاكهة إلى النصف وكبس / تكبير البرتقال لاستخراج العصير من البرتقال. تقوم إحدى الأدوات بإدخال أنبوب من خلال قشر البرتقال وإجبار العصير على الخروج من خلال الأنبوب عن طريق عصر البرتقال بالكامل. على الرغم من تنوع الآلات المستخدمة لاستخراج العصائر ، فإن جميع الآلات لها قواسم مشتركة من حيث إنها متينة وسريعة وسهلة التنظيف ولديها القدرة على تقليل مستخلصات القشور في العصير. لا يحتوي منتج العصير المستخرج على قشر البرتقال ، ولكنه قد يحتوي على لب وبذور يتم إزالتها بواسطة مواد التشطيب.
تتميز التشطيبات بتصميم من النوع اللولبي يشتمل على لولب حلزوني مخروطي محاط بشاشة أسطوانية مع ثقوب بحجم 0.020 إلى 0.045 بوصة. بعد ذلك ، يتدفق عصير البرتقال النهائي خلال خزانات المزج حيث يتم اختبار العصير بحثًا عن المواد الصلبة الحمضية والقابلة للذوبان. في هذه المرحلة ، يمكن إضافة السكر إلى العصير اعتمادًا على ما إذا كان المنتج سيكون مشروبًا محلى أم غير محلى. بعد الخلط ، يتم نزع الهواء من عصير البرتقال حيث يتم دمج الهواء في العصير أثناء الاستخراج. تشمل فوائد نزع الهواء التخلص من الرغوة ، مما يحسن توحيد تعبئة العلب وتحسين كفاءة المبادل الحراري. يعتبر زيت قشر البرتقال ضروريًا للحصول على أقصى قدر من النكهة ، ولكن وفقًا للمعايير الأمريكية لدرجات عصير البرتقال المعلب ، يُسمح بنسبة 0.03٪ من الزيت القابل للاستخراج. إزالة الزيت من خلال استخدام التقطير الفراغي هي الآلية المستخدمة لتنظيم كمية زيت القشر في العصير. يفصل التكثيف الزيت عن نواتج التقطير المائي ، والتي تعود إلى العصير.
الخطوة التالية هي واحدة من أكثر الخطوات حيوية في معالجة عصير البرتقال. تعتبر البسترة مهمة في تدمير الإنزيمات التي تحدث بشكل طبيعي والتي ترتبط بفساد العصير. يشتهر البكتينستريز بنشاطه التدريجي في عصير البرتقال. في عملية البسترة ، يتم تسخين العصير بشكل سريع إلى 197 درجة فهرنهايت لمدة 40 ثانية تقريبًا. يستخدم العديد من رواد الصناعة البسترة السريعة ، والتي يتم إجراؤها بواسطة المبادلات الحرارية الأنبوبية أو الصفائح. من أجل منع ارتفاع درجة الحرارة ، فإن التدفق المضطرب ضروري لتسخين العصير بسرعة. تمتلئ العلب بالعصير المبستر وتقلب على الفور للسماح للعصير بتعقيم الأجزاء الداخلية للغطاء. يتم غلق العلبة المملوءة بعصير البرتقال وتبريدها إلى 90 إلى 100 درجة فهرنهايت عن طريق الدوران على حزام النقل تحت بخاخ الماء البارد. يتم تحديد جودة التخزين حسب الوقت ودرجة الحرارة. يجب تخزين العصير في درجات حرارة باردة لمنع تلفه.

## المعايير واللوائح

### اللوائح في كندا
بالنسبة للأسواق الكندية ، يجب أن يكون عصير البرتقال هو عصير الفاكهة الذي يتم الحصول عليه من برتقال نظيف وسليم وناضج.  يجب أن يحتوي العصير أيضًا على ما لا يقل عن 1.20 ملي مكافئ من الأحماض الأمينية الحرة لكل 100 مليلتر ، ويحتوي على ما لا يقل عن 115 ملليغرام من البوتاسيوم لكل 10 مليلتر ، ويمتلك حدًا أدنى لقيمة امتصاص البوليفينول الكلي يبلغ 0.380.  المحليات مثل السكر ، السكر المحول ، سكر العنب أو الجلوكوز يمكن إضافة المواد الصلبة. يجب أن يحتوي عصير البرتقال على قراءة بريكس لا تقل عن 9.7، باستثناء مكونات التحلية ، وأن يحتوي على ما بين 0.5 و 1.8 في المائة من الحمض بالوزن المحسوب على أنه حمض الستريك اللامائي .  يُسمح بإضافة خلاصات البرتقال وزيوت البرتقال ولب البرتقال المعدلة وفقًا لممارسات التصنيع الجيدة. يُسمح أيضًا لعصير البرتقال أن يحتوي على السكر ، والسكر المحول، وسكر العنب في شكل جاف ، ومواد صلبة من الجلوكوز ، ومواد حافظة من الدرجة الثانية ، والأميليز ، والسليولاز ، والبكتيناز .

### اللوائح في الولايات المتحدة
في الولايات المتحدة ، يتم تنظيم عصير البرتقال وتوحيده من قبل إدارة الغذاء والدواء (أف دي أي أو يو أس أف دي أي) التابعة لوزارة الصحة والخدمات الإنسانية بالولايات المتحدة . وفقًا لإدارة الغذاء والدواء الأمريكية ، فإن عصير البرتقال المركز هو خليط من الماء مع عصير برتقال مركّز مجمّد أو عصير برتقال مركز للتصنيع.  قد تشتمل المكونات الإضافية في الخليط على عصير برتقال طازج / مجمد / مبستر من البرتقال الناضج ، وزيت البرتقال ، ولب البرتقال.  وعلاوة على ذلك، واحد أو أكثر من الإجراءات التالية المكونات تحلية اختياري يمكن إضافة: السكر ، شراب السكر ، السكر المحول، عكس شراب السكر ، سكر العنب، شراب الذرة ، شراب الذرة المجففة، شراب الجلوكوز، والمجففة شراب الجلوكوز.  يجب أن يحتوي عصير البرتقال على مستوى بريكس بحد أدنى 11.8، مما يشير إلى النسبة المئوية للمواد الصلبة الذائبة في عصير البرتقال ، باستثناء أي مكونات تحلية مضافة.

### اللوائح في المملكة المتحدة
في المملكة المتحدة ، عصير البرتقال المركز هو نتاج عصير الفاكهة المركز مع إضافة الماء. يمكن استعادة أي نكهة أو لب مفقود من عصير البرتقال أثناء عملية التركيز الأولي في المنتج النهائي ليكون مكافئًا لمتوسط نوع عصير البرتقال من نفس النوع. يجب أن تأتي أي نكهة أو لب مُستعاد من نفس النوع من البرتقال.  يمكن إضافة السكر إلى عصير البرتقال لتنظيم الطعم الحمضي أو التحلية ، ولكن يجب ألا يتجاوز 150 جرامًا لكل لتر من عصير البرتقال.  جميع أنحاء المملكة المتحدة ، يجب أن يحتوي عصير البرتقال النهائي من المنتج المركز على مستوى بريكس بحد أدنى 11.2، باستثناء مكونات التحلية الإضافية.  يمكن إضافة الفيتامينات والمعادن إلى عصير البرتقال وفقًا للائحة (إي سي) 1925/2006.

## الخصائص الفيزيائية والكيميائية

### التركيب الجزيئي
على المستوى الجزيئي ، يتكون عصير البرتقال من الأحماض العضوية والسكريات والمركبات الفينولية. الأحماض العضوية الرئيسية الموجودة في عصير البرتقال هي حامض الستريك ، وحمض الماليك ، وحمض الأسكوربيك. السكريات الرئيسية الموجودة في عصير البرتقال هي السكروز والجلوكوز والفركتوز. يوجد ما يقرب من 13 مركبًا فينوليًا في عصير البرتقال بما في ذلك أحماض هيدروكسي سيناميك ، فلافانون، أحماض هيدروكسي بنزويك، هيسبيريدين، ناريروتين، وحمض الفيروليك .

#### تكوين السحابة
السحابة هي جزء من الجسيمات العالقة التي يتراوح حجمها من 0.05 ميكرومتر إلى بضع مئات من الميكرومترات في عصير البرتقال. السحابة مسؤولة عن العديد من السمات الحسية في عصير البرتقال بما في ذلك اللون والرائحة والملمس والمذاق.  يتكون الوسط المستمر للسحابة من محلول من السكريات والبكتين والأحماض العضوية بينما تتشكل المادة المشتتة من خلال الأنسجة الخلوية المطحونة في معالجة الفاكهة.  وجه التحديد ، سبب تعكر العصير هو البكتين ، والبروتين ، والدهون ، والهيميسليلوز ، والسليلوز ، والهسبريدين ، والكروموبلاستيدات ، والجسيمات غير المتبلورة ، وكريات الزيت. يتكون التركيب الكيميائي للسحابة على وجه الخصوص من 4.5-32٪ بكتين ، 34-52٪ بروتين ، 25٪ دهون ، 5.7٪ نيتروجين ، 2٪ هيميسليلوز ، 2٪ رماد ، وأقل من 2٪ سليلوز.

### الهيكل المادي
عصير البرتقال عبارة عن معلق يتكون من جزيئات غير متجانسة في مصل صافٍ. المصل هو المادة الطافية الصافية بعد ترسيب السحابة من خلال الطرد المركزي . تشكل السحابة المذكورة سابقًا جزءًا كبيرًا من التعليق.
إذا كان المعلق في عصير البرتقال غير مستقر ، يمكن لجزيئات السحابة أن تتبلد مما يؤدي إلى تحلل التعليق جسديًا. يمكن أن تتفكك السحابة وسيوضح عصير الحمضيات إذا أصبح التعليق غير مستقر.  أدى نشاط البكتين ميثيل إستراز إلى زيادة التفاعل بين البكتين والبروتينات السحابية ، مما أدى إلى تلبد البروتين البكتين. تتكتل المادة غير القابلة للذوبان في السحابة في ظروف أعلى من 70 درجة مئوية (158 درجة فهرنهايت) وعند درجة حموضة من 3-4 حيث تتخثر البروتينات وتتندب. يتم تحسين التلبد السحابي عند درجة الحموضة 3.5 ويمكن أن يؤدي إلى التصفية ، وهو أمر غير مرغوب فيه في عصير البرتقال.
يكون التعليق غير مستقر عندما تكون قوة زيتا أقل من 25 ميغا فولت.زيتا بوتونسيال هو مقياس لمقدار القوى الكهروستاتيكية بين الجسيمات ، والتي تؤثر على التنافر ، والجذب بين الجسيمات. تشير قيمة زيتا المنخفضة إلى أن قوى التنافر لن تكون قادرة على التغلب على عوامل جذب فان دير فال بين جسيمات السحب ، وبالتالي تبدأ في التكتل. تكتل جزيئات السحب سوف يمنع خصائص التدفق الحر ، وهو أمر ضروري في العصير. سوف تمنع إمكانات زيتا العالية تكتل الجسيمات وتحافظ على طبيعة التدفق الحر والتشتت المنتظم في عصير البرتقال.
تعمل كريات الزيت الممتصة على جزيئات السحابة على تثبيت التعليق عن طريق تقليل متوسط كثافة الجسيمات لتقريبها من المصل. ومع ذلك ، يمكن أن تكون الكميات الكبيرة من النفط مشكلة لأنها تسبب الانهيار الكامل للمعلقات عن طريق التسبب في تطفو جزيئات السحب على السطح. للجسيمات في السحابة شحنة سالبة تتناقص مع انخفاض الرقم الهيدروجيني. وفقًا لاستقرار السحب ، يكون ترطيب الجسيمات أكثر أهمية من شحنتها الكهربائية.

#### المعالجة الحرارية
عندما تتم معالجة عصير البرتقال بالحرارة ، هناك زيادة في عدد الجزيئات الدقيقة وانخفاض في الجزيئات الخشنة. الجسيمات الدقيقة على وجه الخصوص مسؤولة عن مظهر ولون ونكهة عصير البرتقال. تلعب المعالجة الحرارية دورًا حيويًا في حجم اللب ، واستقرار السحب ، وتعكر المصل ، ولزوجة المصل . تعمل المعالجة الحرارية على تثبيت السحابة من خلال تعطيل الإنزيم وتعزز تعكر تكوين السحب المستقر. تعود الزيادة في لزوجة المصل إلى استخلاص المواد البكتيرية في المصل. بناءً على قانون ستوك ، فإن الزيادة في لزوجة المصل هي سبب استقرار السحابة المحسن. فيما يتعلق بحجم اللب ، كان اللب الناتج من العصائر الساخنة أدق وأكثر إحكاما من لب العصير غير المسخن ، والذي كان كثيفًا ورقيقًا.

#### خصائص اللب
في عصير البرتقال ، يكون اللب مسؤولاً عن خصائص التدفق المرغوب فيها ، والمذاق ، والنكهة ، وشعور الفم . ومع ذلك ، فإن رواسب عصير البرتقال اللبني تعتمد على معدل يعتمد على قطر وكثافة ولزوجة الجسيمات المعلقة وكذلك العصير المعلق. من أجل أن تظل معلقة في عصير البرتقال ، يجب أن يكون لجزيئات اللب حجم جسيم مناسب وشحنة وجاذبية نوعية. اعتمادًا على نوع طريقة المعالجة ، يتراوح حجم جسيمات اللب بين 2-5 ملليمتر (0.08-0.2 بوصة). من المعروف أن تلك التي يقل حجمها عن 2 مم (0.08 بوصة) تكون أكثر ثباتًا ، لذلك من المفيد تقليل حجم الجزيئات عن طريق دمج الغروانيات المائية في منتج العصير. تقلل الغروانيات المائية من معدل تكوين الرواسب وتقلل من معدل سقوط جزيئات اللب.

#### الغرويات المائية
الغرويات المائية عبارة عن بوليمرات طويلة السلسلة تشكل مشتتات لزجة ومواد هلامية إذا تم تفريقها في الماء. لديهم عدد من الخصائص الوظيفية في المنتجات الغذائية بما في ذلك الاستحلاب ، والتكثيف ، والطلاء ، والتبلور ، والتثبيت. السبب الرئيسي لاستخدام الغروانيات المائية في الأطعمة هو قدرتها على تعديل انسيابية أنظمة الغذاء. تؤثر الغروانيات المائية على اللزوجة من خلال سلوك التدفق والخصائص الميكانيكية الصلبة مثل الملمس.  بعض المواد الغروانية المائية الشائعة التي تستخدم لتثبيت منتجات العصير تشمل صمغ جيلان وكربوكسي ميثيل سلولوز الصوديوم وزنتان وصمغ الغوار والصمغ العربي.تُستخدم الغروانيات المائية المذكورة أعلاه بشكل عام في إنتاج عصير البرتقال المقلد وغالبًا ما يشار إليها باسم الغروانيات المائية الاصطناعية. البكتين هو غرواني مائي موجود في عصير البرتقال الطبيعي.

#### خصائص البكتين
البكتين هو المادة البوليمرية القابلة للذوبان في لب البرتقال، الذي يحتوي على 75٪ من الكربوكسيل من أرابينوز والجلاكتوز . مركبات بكتينية هي مجمع البولي ساككاريد في أن التركيب الكيميائي لها ويشمل هيكل سلسلة مرتبطة .البكتين ميثيل استريز هو الإنزيم المسؤول عن التحلل المائي لاسترات الكربوكسيميثيل وتحرير مجموعات الكربوكسيل الحرة وكحول الميثيل. تتفاعل مجموعات الكربوكسيل الحرة مع الكاتيونات لتكوين معقدات أيونات معدنية ثنائية التكافؤ غير قابلة للذوبان. تترسب مركبات الأيونات المعدنية هذه في العصير وتحمل معها جميع الغرويات الموجودة في عصير البرتقال. يعمل الإنزيم على تلبد السحابة وتوضيح عصير البرتقال. وبالتالي ، من أجل الحفاظ على سلامة سحابة عصير البرتقال ، من الضروري تعطيل نشاط البكتينستريز . يتم تعطيل البكتينستريز عن طريق تسخين العصير لمدة دقيقة واحدة عند 90 درجة مئوية (194 درجة فهرنهايت).

#### تفاعلات البكتين
يتأثر سلوك محلول البكتين بشدة بعدد من العوامل بما في ذلك الرابطة الهيدروجينية ، والطابع الأيوني ، والطابع الكارهة للماء. يفضل الترابط الهيدروجيني عندما يكون الرقم الهيدروجيني أقل من بي كاي أي بينما يفضل الطابع الأيوني عندما يكون الرقم الهيدروجيني أكبر من بي كاي أي. يعتمد الطابع الأيوني على محتوى الكربوكسيل الحر ، ووجود الكاتيونات ، ويفضل في النشاط المائي العالي. يعتبر تنافر الشحنة الشحنة جنبًا إلى جنب مع وجود سلاسل جانبية محايدة أمرًا ضروريًا في تثبيط الارتباط بين الجزيئات بين جزيئات البكتين. يحدد محتوى إستر الميثيل في عصير البرتقال الصفة الكارهة للماء ، والتي يفضلها النشاط المائي المنخفض.
هناك تفاعل محدد بين البكتين والهسبريدين من خلال شقوق السكر في جزيء هسبريدين. من خلال التحلل المائي الحمضي ، تتم إزالة شقوق الرامنوز والسكر الجلوكوز من هسبريدين ، مما يكسر التفاعل بين هيسبيريدين والبكتين. يلعب الارتباط الهيدروجيني دورًا في التفاعل المحدد بين السكريات المحايدة للبكتين وجزء السكر في هسبريدين. يتفاعل البوليمر الذي يحتوي على نسبة هيكلية عالية من فروع السكر المحايدة مع الهسبريدين بشكل أكثر إحكامًا وقوة من المحتوى المنخفض لأفرع السكر المحايدة. التفاعل بين البكتين والهسبريدين هو أحد العوامل التي تجعل التعليق الغرواني في عصير البرتقال مستقرًا.

## المعلومات الغذائية
يحتوي كل كوب من عصير البرتقال (249مل) بحسب وزارة الزراعة الأميركية على المعلومات الغذائية التالية :
- السعرات الحرارية: 134
- الدهون: 0
- الدهون المشبعة: 0
- الكاربوهيدرات: 33.39
- الألياف: 0.5
- البروتينات: 0.5
- الكولسترول: 0